# Ohthere
Ohthere är en gestalt i Beowulfkvädet, kung över svearna, som tillsammans med sin bror Onela plundrar hos geaterna efter att dessas kung Hrethel dött. Han är son till Ongentheow och far till Eadgils och Eanmund. På grund av namnlikheten har han identifieras med den Ottar Vendelkråka som dyker upp i nordiska källor.